# Hargeville-sur-Chée
Pour l’article homonyme, voir Hargeville.
Hargeville-sur-Chée est une commune associée du département de la Meuse, en région Grand Est.

## Toponymie
Hargevilla en 1402,,
Hargéville en 1711, Hargeville en 1757 et au milieu du XIXe siècle. En 1919, Hargeville est renommée Hargeville-sur-Chée.
La Chée est une rivière qui traverse les départements de la Meuse et de la Marne, dans les deux anciennes régions Champagne-Ardenne et Lorraine, donc dans la nouvelle région Grand-Est.

## Histoire
Dépendait du Barrois mouvant avant 1790. Le village est à une lieue & demie de Bar, deux de Vaubecourt & une de Condé-en-Barrois, érigé en baronie le 8 avril 1721, en faveur de Louis de Beauvau maréchal de Lorraine. Cure diocèse de Toul, patron St. Remi.
Le 1er juillet 1972, la commune d'Hargeville-sur-Chée est rattachée sous le régime de la fusion-association à celle de Condé-en-Barrois qui est alors renommée « Les Hauts-de-Chée ».

## Politique et administration
| Période                                  | Période | Identité       | Étiquette | Qualité |
| ---------------------------------------- | ------- | -------------- | --------- | ------- |
|                                          |         | Fabrice Bardot |           |         |
| Les données manquantes sont à compléter. |         |                |           |         |

## Démographie
| 1806 | 1821 | 1831 | 1836 | 1841 | 1846 | 1851 | 1856 | 1861 |
| ---- | ---- | ---- | ---- | ---- | ---- | ---- | ---- | ---- |
| 400  | 461  | 467  | 430  | 406  | 444  | 449  | 414  | 371  |

| 1866 | 1872 | 1876 | 1881 | 1886 | 1891 | 1896 | 1901 | 1906 |
| ---- | ---- | ---- | ---- | ---- | ---- | ---- | ---- | ---- |
| 351  | 340  | 336  | 343  | 369  | 332  | 275  | 259  | 239  |

| 1911 | 1921 | 1926 | 1931 | 1936 | 1946 | 1954 | 1962 | 1968 |
| ---- | ---- | ---- | ---- | ---- | ---- | ---- | ---- | ---- |
| 239  | 205  | 191  | 180  | 180  | 148  | 144  | 124  | 122  |

## Monuments
Eglise Saint-Rémi.